# Святополк-Мирський Петро Дмитрович
Князь (від 1861) Петро́ Дми́трович Святопо́лк-Ми́рський (рос. Пётр Дмитриевич Святополк-Мирский; 30 серпня 1857, Владикавказ — 29 травня 1914, Санкт-Петербург) — російський державний діяч, генерал від кавалерії (14.04.1913), генерал-ад'ютант.

## Життєпис
Петро Дмитрович походив з роду білоруської шляхти Святополк-Мирських. Закінчивши курс у Пажеському корпусі, розпочав військову службу в лейб-гвардії гусарському Його Величності полку.
Перед початком російсько-турецької війни 1877—1878 років був відряджений у розпорядження августійшого головнокомандувача кавказькою армією Михайла Миколайовича. Брав безпосередню участь у бойових діях. За виявлену мужність і хоробрість тричі нагороджувався.
У 1877 році призначений флігель-ад'ютантом до імператора Олександра II.
У 1881 році закінчив курс Миколаївської академії генерального штабу, зарахований до Генерального штабу і відряджений до Одеського військового округу. Військову службу проходив при штабі 7-го армійського корпусу, де певний час командував батальйоном 57-го Модлінського піхотного полку, а згодом — при штабі 18-го армійського корпусу. У 1886 році призначений начальником штабу 3-ї гренадерської дивізії.
Після одруження у 1886 році з графинею Катериною Бобринською, вийшов у відставку. Оселився у своєму маєтку Гиївка Харківської губернії. У 1894 році обраний Харківським повітовим предводителем дворянства.
З червня 1895 по грудень 1897 року обіймав посаду Пензенського губернатора, а з грудня 1897 по квітень 1900 року — Катеринославського губернатора.
У 1900 році призначений командиром Окремого корпусу жандармів і товаришем міністра внутрішніх справ Російської імперії.
У вересні 1902 року обійняв посаду Віленського, Ковенського і Гродненського генерал-губернатора.
Височайшим наказом від 26 серпня 1904 року князь П. Д. Святополк-Мирський був призначений міністром внутрішніх справ Російської імперії. Після подій, які відбулися у Санкт-Петербурзі 9 січня 1905 року, подав у відставку.
Похований у своєму маєтку Гиївка (нині — в межах міста Люботин Харківської області).

## Нагороди
- Орден Святої Анни 4-го ступеня (1877);
- Орден Святої Анни 3-го ступеня з мечами і бантом (1877);
- Орден Святого Володимира 4-го ступеня з мечами і бантом (1878);
- Орден Почесного легіону, кавалерський хрест (1879, Франція);
- Орден Святого Станіслава 2-го ступеня (1882);
- Орден Святої Анни 2-го ступеня (1888);
- Орден Святого Володимира 3-го ступеня (1892);
- Орден Святого Станіслава 1-го ступеня (1896);
- Орден Святої Анни 1-го ступеня (1899);
- Височайша подяка (1901);
- Орден Святого Володимира 2-го ступеня (18.04.1910).